# Kathedrale von Valladolid

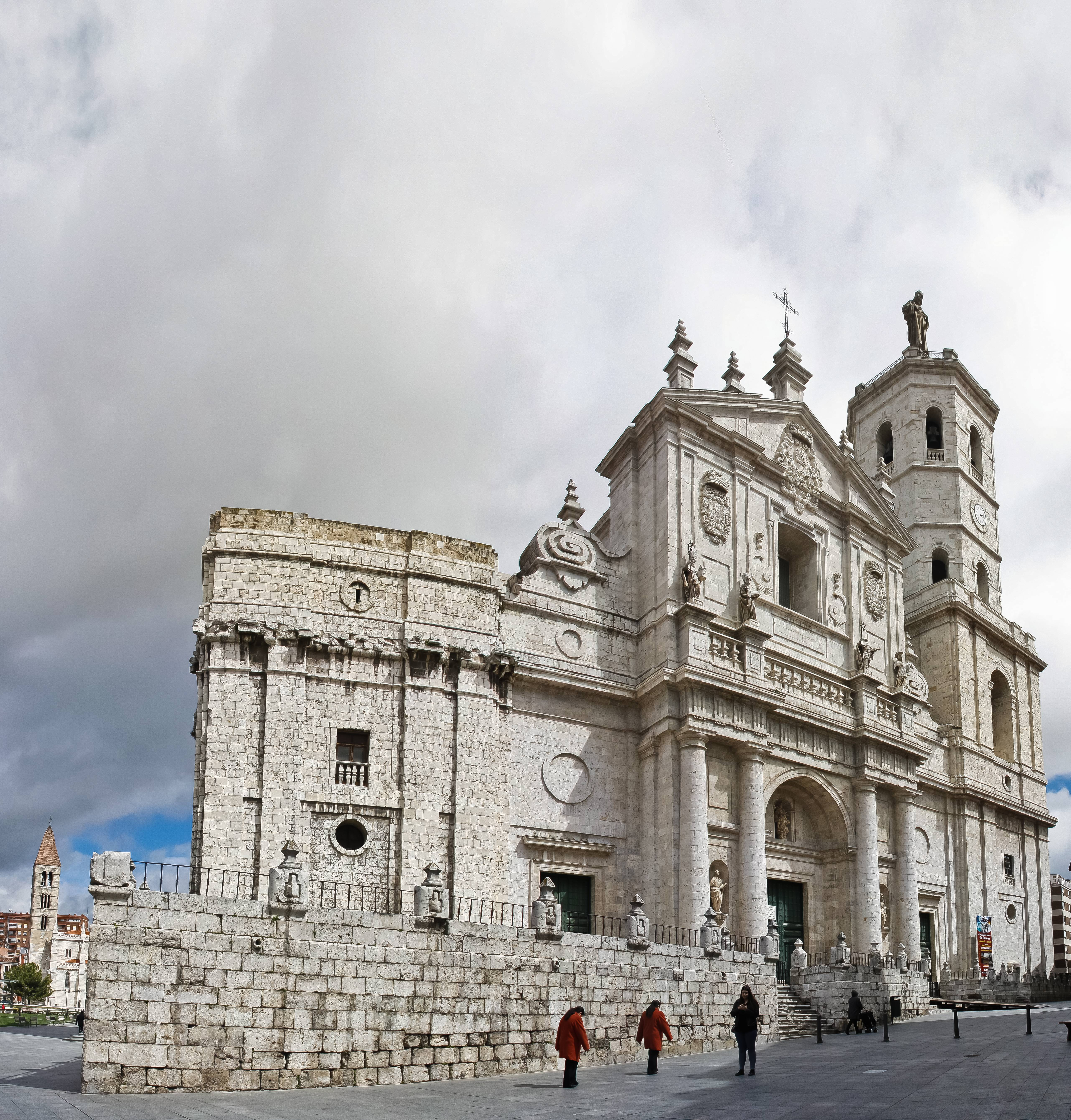
Kathedrale von Valladolid

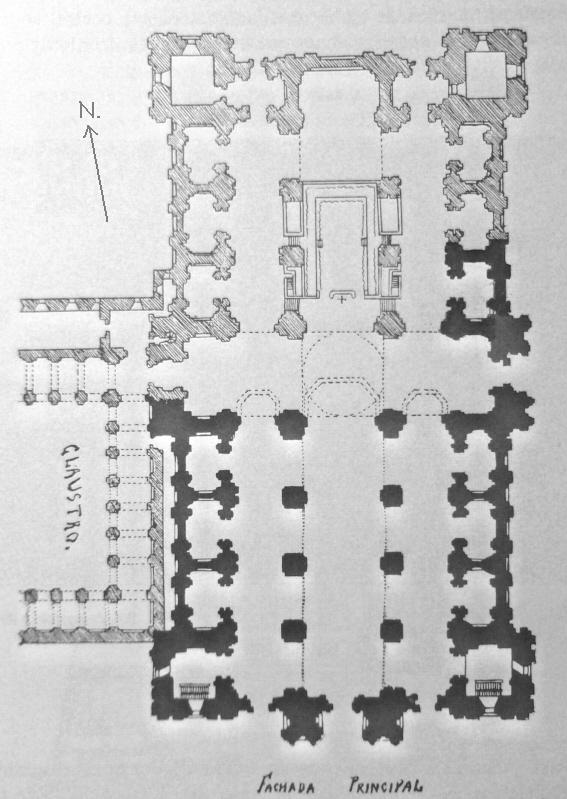
Grundriss mit Darstellung des Gesamtplans; gebaut wurden nur die schwarz gezeichneten Teile

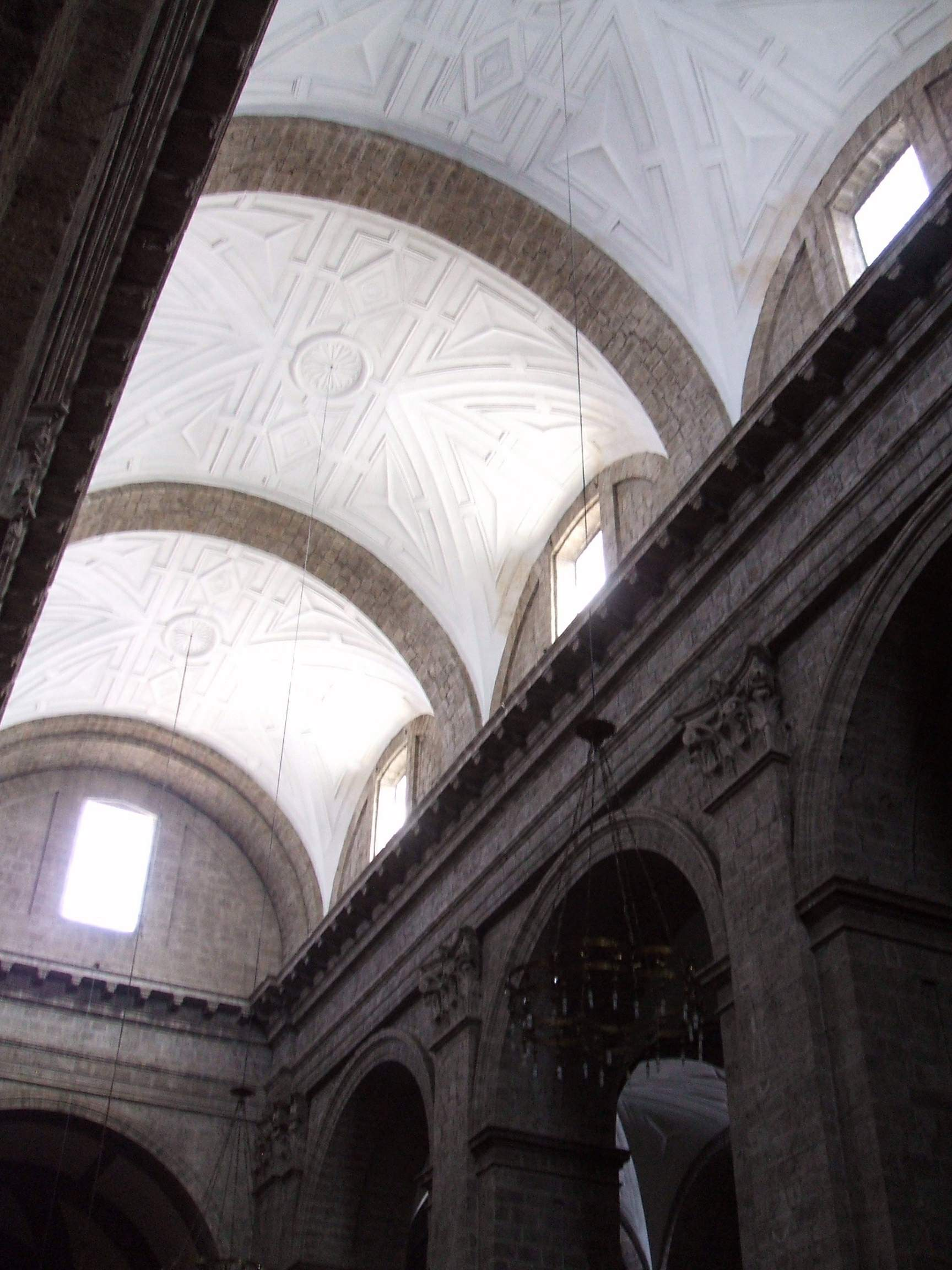
Blick in das Gewölbe des Mittelschiffs

Die unter dem Patrozinium der Himmelfahrt Mariens (spanisch Nuestra Señora de la Asunción) stehende Kathedrale von Valladolid in Altkastilien, Spanien, ist der Sitz des am 25. Dezember 1595 gegründeten Bistums Valladolid, welches im Jahr 1857 zum Erzbistum erhoben wurde. Bereits im Jahr 1931 wurde der Kirchenbau als Kulturgut (Bien de Interés Cultural) eingestuft.

## Geschichte
Nach der Rückeroberung des muslimischen Emirats Granada (reconquista) im Jahr 1492 wurde Valladolid durch die Ansiedlung staatlicher und kirchlicher Institutionen allmählich die Hauptstadt Spaniens; es fehlte jedoch ein Bischofssitz. Trotzdem beschlossen die städtischen Behörden um das Jahr 1580 den Bau einer Großkirche. Eine Gruppe von Architekten wurde zusammengestellt, deren Kopf der bereits am Bau des Escorial beteiligte Juan de Herrera († 1597) war. Herrera betätigte sich jedoch nur an den Entwürfen, deren Ausführung er zumeist in die Hände seines Assistenten Diego de Praves († 1620) legte; er war nie selber auf der Baustelle.
Bereits seit dem Jahr 1560 war Madrid die designierte Hauptstadt Spaniens und so fehlten für den Weiterbau der Kathedrale von Valladolid die Gelder. Der Bau blieb unvollendet.

## Architektur
Anders als die strenge Architektur des Escorial-Palastes, die noch auf Pläne Juan Bautista de Toledos († 1567) zurückgeht, zeigen sowohl die von Herrera entworfene Kirche des Escorial als auch die nahezu in Nord-Süd-Richtung orientierte Kathedrale von Valladolid ein deutlich stärkeres Bestreben nach Gliederungselementen und sogar Schmuckdetails (Säulen, Figuren, Wappenschilde etc.).
Die dreigeteilte Fassade der Kirche wird von zwei Glockentürmen (campanarios) flankiert, von denen der linke nicht fertiggestellt wurde; der durch mehrere Gesimse unterteilte rechte ist im unteren Teil quadratisch, im oberen oktogonal und schließt mit einer Marienfigur. Der Mittelteil der Fassade ist risalitartig nach außen gezogen und im unteren Bereich durch vorgestellte Säulen gegliedert. Darüber befindet sich ein Balkon mit einer Balustrade. Das obere Ende der beiden Seitenfassaden wird von barock wirkenden Voluten eingenommen.
Das nahezu dunkle dreischiffige Innere der Kathedrale wird von mächtigen Pfeilern bestimmt, deren pilasterartige Vorlagen von Kapitellen bekrönt werden. Darüber erstreckt sich ein mächtiges Gesims, welches den Blick auf die Lünettenfenster beeinträchtigt. Die Seitenschiffe ermöglichen den Zugang zu den anschließenden Seitenkapellen. Hinter den – nachträglich hinzugefügten – Apsiden befinden sich Reste des geplanten Querhauses mit einem von vier Säulen gerahmten Portal. Die Choranlage wurde niemals ausgeführt.

## Ausstattung
Vor allem wegen ihrer Nicht-Vollendung enthält die Kathedrale keine bedeutenden Ausstattungsgegenstände.